# Żelmowo
Żelmowo (niem. Sallmow) – wieś sołecka w Polsce położona w województwie zachodniopomorskim, w powiecie łobeskim, w gminie Radowo Małe. W latach 1818–1945 miejscowość administracyjnie należała do Landkreis Regenwalde (Powiat Resko) z siedzibą do roku 1860 w Resku, a następnie w Łobzie.
W latach 1975–1998 miejscowość administracyjnie należała do województwa szczecińskiego.

## Zabytki
- pałac i park pałacowy[3]. Piętrowy pałac kryty dachem czterospadowym. Od frontu ganek z głównym wejściem, umieszczony nieregularnie, zwieńczony kamienną balustradą balkonu. Nad nim szczyt z frontonem. Po lewej stronie dobudowane skrzydło na planie kwadratu natomiast po prawej sześcioboczna, dwukondygnacyjna wieża.